# Letov Š-50
O Letov Š-50 foi um protótipo de avião checoslovaco multi-propósito, que iria executar principalmente missões de reconhecimento aéreo e bombardeio em proximidade à frente de batalha. A aeronave voou apenas em setembro de 1938, após a ocupação do país pelos nazistas alemães, sendo capturado e testado por especialistas militares alemães.

## Desenvolvimento

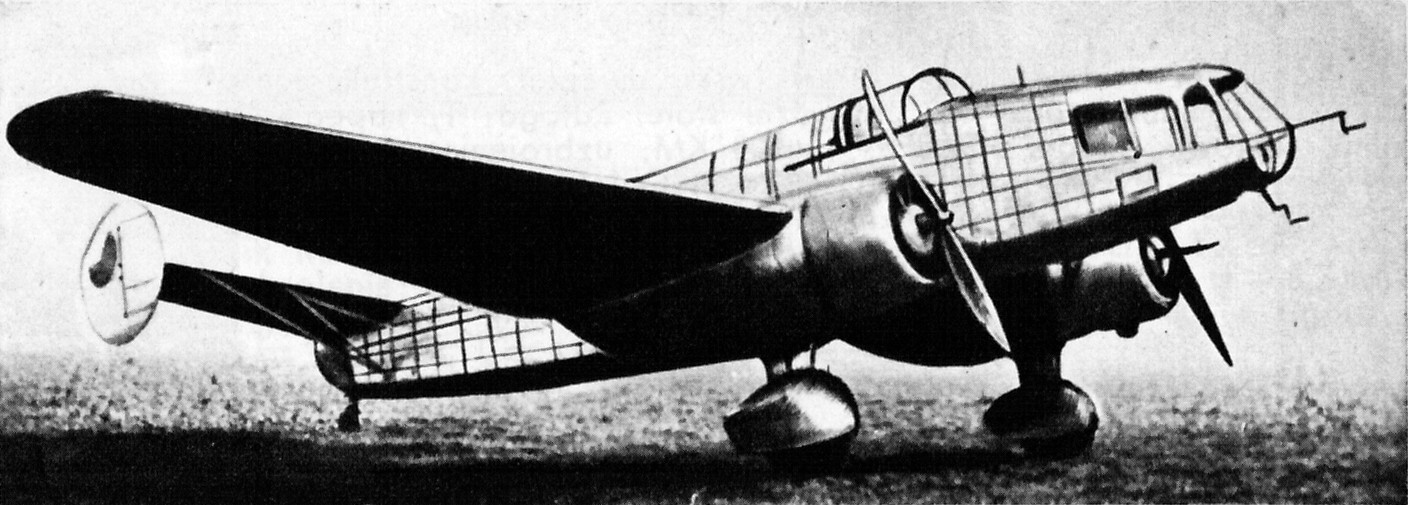
Protótipo do Š-50

Em janeiro de 1936, o Ministério de Defesa Nacional criou um programa para a modernização da Força Aérea Checoslovaca, enviando-os para as indústrias aeronáuticas com os requisitos de possuir três assentos e poder operar como aeronave de reconhecimento diurno e noturno. Em 28 de setembro de 1936, a Letov respondeu à esta solicitação com o projeto de um avião bimotor, construído inteiramente de metal e com trem de pouso fixo. Na primavera de 1937, um modelo da fuselagem e da parte central da asa com as naceles do motor em tamanho real foi criado. Outro modelo foi criado para o Show Aéreo Nacional que ocorreu em junho de 1937.
A ordem do Ministério Público para a produção do protótipo veio em um momento em que ele já estava sendo trabalhado, em 17 de janeiro de 1938. No mesmo momento, um modelo foi solicitado para testes de força. O Š.50.1 estava originalmente planejado para voar em março de 1938, mas devido a dificuldades técnicas, não ocorreu até 30 de setembro de 1938. Iniciou logo com os testes da fábrica e em 5 de outubro, alguns pilotos do Instituto de Testes e Pesquisas de aviação também participaram dos testes. Baseado nos resultados, o protótipo foi modificado, principalmente devido ao balanceamento das superfícies de cauda, coberturas de motor, testes de hélice, dentre outros. 
Ainda assim, após o Acordo de Munique, ficou claro que o Exército Checoslovaco teria outras prioridades e o início da produção em massa não era mais esperado. Em 23 de fevereiro de 1939, o Š.50 estava dentre os modelos apresentados para a delegação búlgara. Após a ocupação, o General Ernst Udet o inspecionou. De 8 a 23 de julho de 1939, foi exibido como uma aeronave do protetorado no II Salão Aéreo Internacional em Bruxelas. Foi então brevemente testado em Rechlin, retornando posteriormente para Letňany, onde foi desmontado e sucateado.

## Descrição técnica
O Letov Š.50 era um avião bimotor monoplano de asa baixa, com um trem de pouso fixo e espaço na cabine de pilotagem para três tripulantes. A construção em metal da fuselagem, asa e superfícies de cauda duplas eram cobertas com duralumínio. Apenas o profundor e o leme eram cobertos com tela. Foi motorizado com dois motores radiais Avia Rk 17 de 420 hp (313 kW) e duas hélices bipás de metal Hamilton, ou como a Letova Hd 203, com o diâmetro de 2.500 mm. O armamento consistia em três metralhadoras vz.30 de calibre 7.92 mm, para as quais 950 munições eram carregados. O piloto controlava uma metralhadora fixa na raiz da asa, ao lado esquerdo. O observador controlava uma metralhadora móvel que apontava para trás na parte inferior da fuselagem. O atirador controlava outra metralhadora móvel, em uma torre dorsal. A capacidade total era de até 600 kg de bombas. A aeronave foi também equipada com uma estação de rádio vz. 26/34 e uma câmera A-II-30, A-IV-31 ou AI-34 podia ainda ser instalada.